# Мисионер
Мисионерите са членове на религиозна група, изпратени в район, за да прозелитират (разпространение на религия) и/или да изпълняват служба, като например образование, грамотност, социална справедливост, здравеопазване и икономическо развитие. Те обикновено работят с хора, които не са част от религиозната им общност. Думата „мисия“ води началото си от 1598 г., когато йезуити, изпратени в чужбина, я извличат от латинското missionem (означаващо „действие на изпращане“). Терминът най-често се използва за християнски мисии, но може да бъде използван за всяка вяра или идеология.